# I kardiá sou petra
I kardiá sou petra (en griego Η καρδιά σου πέτρα, «Tu corazón es una piedra») es una canción grabada por la artista griega Helena Paparizou y el segundo sencillo extraído de su álbum Vrisko to logo na zo.
Fue lanzado el 9 de junio de 2008 en estaciones de radio y de forma digital.

## Información sobre la canción
La canción fue escuchada por primera vez en la cadena de radio griega "Orange FM 93.2" el 2 de junio de 2008 donde Helena anunció que sería el segundo sencillo promocional de Vrisko to logo na zo. La música fue compuesta por Giorgos Sampanis y la letra fue escrita por Giannis Doxas.
La canción es una mezcla de sonidos; por un lado encontramos el pop/rock que le da cierta fuerza a la canción, sobre todo al estribillo, y por el otro lado nos encontramos sonidos griegos que nos recuerdan a sus otros discos, sobre todo en el trozo instrumental que hay antes de que comience el último estribillo.

## Videoclip
En la presentación del disco en la estación de radio "Orange FM 93.2", Helena Paparizou afirmó que el video sería lanzado entre el 7 de junio de 2008 y el 12 de junio del mismo año.
El 11 de junio, MAD TV anunció el concepto del video.
El videoclip fue estrenado oficialmente el 2 de julio en MAD TV.
El video musical fue dirigido por Alexandros Grammatopoulos.